# Nicolien Kroon
Nicolien Kroon (Zwolle, 22 november 1978) is een Nederlandse meteoroloog en presentator.

## Opleiding
Na de middelbare school volgde Kroon een opleiding aan de Koninklijke Militaire Academie in Breda. Daarna studeerde ze in dienst van de Koninklijke Luchtmacht meteorologie.

## Loopbaan
Kroon werkte 15 jaar lang als meteoroloog bij de Luchtmacht met als laatste rang die van majoor. Sinds mei 2014 presenteert ze weerberichten op RTL televisiekanalen en verzorgt ze weervideo's voor de website Buienradar.

## Trivia
- In december 2022 was ze met Amara Onwuka te zien in het SBS6-programma Code van Coppens: De wraak van de Belgen.